# ナミテイ
ナミテイ株式会社は、線材などからワイヤー・部品を製造する会社である。

## 概要
光ファイバー海底ケーブルを、高水圧から守る3分割保護鉄線を製造できるのは、日本においては唯一、ナミテイだけであり、日本製の光ファイバー海底ケーブル用保護鉄線のシェアは100%である（ただし、3分割された保護鉄線を使用しているのは日本製光海底ケーブルのみであり、海外製光海底ケーブルは撚線で保護する構造となっている、という事情もある）。また、NHKの番組、プロジェクトX（2003年2月18日に放送された「太平洋1万キロ　決死の海底ケーブル」）で紹介されたこともある（詳しくは、開発秘話を参照のこと）。

## 沿革
- 1945年10月 創業者の村尾一秋により、個人経営の伸線工場が設立された。
- 1947年 浪速製釘株式会社に改組され、釘作り専業会社になる。
- 1952年 有刺鉄線、針金製造に品種転換する。
- 1970年 建築、自動車、土木向けの異形線開発に着手する。
- 1985年 第3太平洋光海底ケーブル保護鉄線の製造を開始。
- 1991年 社名を変更し、ナミテイ株式会社となる。
- 2017年 設立70周年を迎える。

## 主な製品
- 光ファイバー海底ケーブルの保護鉄線

など他